# Аспергеров синдром
Аспергеров синдром (енгл. AS или AD) један је од неколико поремећаја из аутистичког спектра (енгл. ASD) карактеризован потешкоћама у друштвеној интеракцији и ограниченим, стереотипним интересима и активностима. Такође се назива и Аспергеров поремећај или само Аспергер, мада, међу клиничким истраживачима нема пуно сагласности око тога да ли га треба звати синдромом или поремећајем.
Аспергеров синдром разликује се од осталих поремећаја из спектра аутизма по томе што код њега, уопштено, нема застоја у језичком и когнитивном развоју. Ипак, у стандардном дијагностичком критеријуму није споменута моторичка неспретност и атипична употреба језика, што се често јавља.
Синдром је добио име по аустријском педијатру Хансу Аспергеру, који је 1944. године описао децу која очигледно имају нормалну интелигенцију, али им недостаје вештина невербалне комуникације, физички су неспретна и не показују емпатију. Педесет година касније поремећај је ушао у међународну класификацију болести (енгл. ICD) и дијагностички и статистички приручник за менталне поремећаје (енгл. DSM), али су ипак остала нерешена питања о његовим аспектима.
Нпр., постоји сумња око тога да ли се АС разликује од високо функционалног аутизма (енгл. HFA); делимично и због те сумње, његова учесталост није чврсто установљена.
Тачан узрок АС-а још увек је непознат, иако истраживања подупиру вероватност генетичке основе. Технике сликања мозга нису идентификовале јасну општу патологију. Нема посебног лечења, а о делотворности појединачних интервенција постоје само ограничени подаци. Интервенција је усмерена на побољшање симптома и функција, а третман је заснован највише на бихевиоралној терапији, фокусирајући се на недостатке у вештини комуницирања, опсесивне или понављајуће поступке и физичку неспретност. Већина појединаца временом се опорави, али се тешкоће са комуницирањем, друштвеним прилагођавањем и самосталним животом настављају и у одраслој доби. Неки истраживачи и људи са АС-ом подстакли су промену у погледу на целу ствар, према којој је оно што треба лечити заправо различитост, а не оштећеност.

## Класификација
Аспергеров синдром спада у поремећаје аутистичког спектра или первазивне развојне поремећаје, а који чине спектар психолошких стања која карактеришу абнормалности у друштвеној интеракцији и комуникацији, које „продиру“ (лат: pervasio = продирање) у нормално функционисање појединца, као и ограничене интересе и понављајуће понашање. Као и остали психолошки развојни поремећаји, и АСД почиње у раном или каснијем детињству, има стабилан ток без ремисија и враћања, али и погоршања која произлазе из промена у разним можданим системима, повезаних са сазревањем.
АСД је подскуп ширег аутистичког фенотипа (енг: BAP) у који спадају особе које немају АСД, већ неке особине налик аутизму, као што је недостатак у друштвеној интеракцији. Од остала 4 облика АСД-а, аутизам је по знаковима и вероватним узроцима најсличнији Аспергеровом синдрому, али да би се он дијагностиковао, морају постојати тешкоће у комуникацији, као и кашњење у когнитивном развоју.
Размер преклапања АС-а и „HFA-a“, аутизма без менталне ретардације, није још јасан. Тренутна класификација АСД-а у одређеној је мери нуспојаван за то како је аутизам откривен и можда неће одразити праву природу спектра. Једна од предложених промена у 5. издању „дијагностичког и статистичког приручника за менталне поремећаје“, које треба да буде објављено у мају 2013. године, уклонила би АС као посебну дијагнозу и сврстала га у АСД, чији би се степен мерио по скали озбиљности. Предложена промена је контроверзна и расправља се о томе да се уместо овога промене дијагностички критеријуми за АС.

## Карактеристике
Аспергеров синдром разликује се више по шеми симптома, него по једном посебном симптому. Карактеришу га квалитативни недостаци у друштвеној интеракцији, стереотипни и ограничени начини понашања, активности и интереси, као и заостајање у когнитивном развоју, које није од клиничког значаја, или општо заостајање на плану језика и говора. Интензивна преокупација тачно одређеном темом, једнострана говорљивост и физичка неспретност типични су знакови, али нису нужни за дијагнозу.

### Друштвена интеракција
Недостатак емпатије вероватно је најдисфункционалнији аспект АС-а. Особе с АС-ом доживљавају потешкоће у основним елементима друштвене интеракције, у шта може да спада неуспех у развијању пријатељстава или у дељењу уживања или постигнућа са другима, затим недостатак друштвене или емоционалне узајамности, као и смањене могућности невербалне комуникације, нпр. у контакту очима, изразима лица, положају тела или гестикулацији.
За разлику од особа са аутизмом, особе са АС-ом обично нису повучене у друштву; оне прилазе другима, макар и на необичан начин. На пример, таква особа може да почне једностран и досадно дуг говор о њој омиљеној теми, а да погрешно разуме или не препозна осећања или реакције особе којој говори, као што су потреба за приватношћу или одласком са тог места. Ова друштвена необичност названа је „активном, али чудном“. Овај неуспех да се адекватно реагује у друштвеној интеракцији може од стране других да буде протумачен као игнорисање туђих осећаја, а сама та особа као неосећајна.
Когнитивна способност деце са АС-ом често им омогућава да се понашају у складу са друштвеним нормама у лабораторијском контексту, где могу да покажу теоретско разумевање осећаја других људи, али имају потешкоће кад се по том знању требају понашати у ситуацијама из свакодневног живота. Људи са АС-ом могу да анализирају своје схватање друштвене интеракције и преточити га у грубе смернице понашања, па применити та правила на неспретне и непријатне начине, као што је форсирани контакт очима, што резултује понашањем које у очима других изгледа грубо или наивно. Дечја жеља за дружењем може отупети кроз неуспешне случајеве друштвене интеракције.
Претпоставка да су особе са АС-ом предиспониране за насилничко или криминално понашање била је истраживана, али није подупрта подацима. Већина доказа указује да деца са АС-ом пуно чешће буду жртве него кривци. Једна студија из 2008. установила је да је огромна већина пријављених насилних криминалаца са АС-ом истовремено имала и друге психијатријске поремећаје, као што је шизоафективни поремећај.

### Ограничени интереси и понављајуће понашање
Људи са АС-ом често показују понашање, интересе и активности које су ограничене и понављајуће, а понекад их прате абнормална интензивност и фокусираност. Могу да се држе грубих рутина, да се крећу на стереотипне и понављајуће начине или да се преокупирају деловима предмета или теме.
Држање за специфична и уска подручја интереса једна је од ударних карактеристика АС-а. Такве особе могу да скупљају томове детаљних информација о релативно уској теми, као што су подаци о времену или имена звезда, а да немају право разумевање о широј тематици. На пример, дете може да запамти бројеве модела камера, иако мало мари за фотографију. Ово понашање обично постаје приметно у доби од 5 или 6 година. Иако ови посебни интереси могу да се мењају са времена на време, они обично постају још необичнији и са још више суженим фокусом, па често толико доминирају друштвеном интеракцијом да читава породица може да постане увучена у то. Због тога што сужене теме често заокупљају пажњу деце, овај симптом може да прође непримећен.
Стереотипно и понављајуће моторичко понашање представља језгро при дијагностиковању АС-а и осталих АСД-ова. То укључује покрете руком, као пљескање или увртање, као и сложене покрете целог тела. Они се обично понављају у дужим испадима и изгледају више својевољно и ритуално од тикова, који су бржи, мање ритмични и ређе симетрични.

### Језик и говор
Иако особе са АС-ом стичу језичке способности без већих сметњи и у њиховом говору нема значајних абнормалности, усвајање језика и његова употреба обично су атипични- У абнормалности спадају говорљивост, нагли прелази на другу тему, дословно интерпретирање и погрешно разумевање нијанси, употреба метафора разумљивих само особи која говори, недостаци у слушној перцепцији, необично педантан, формалан и идиосинкразијски говор, као и необичности у гласноћи, тону, интонацији, прозодији и ритму.
Три аспекта комуникацијских „узорака“ од клиничког су значаја: слаба прозодија, околишајући говор, тј. без уласка у срж теме, и упадљива говорљивост. Иако инфлексија и интонација могу бити мање круте или монотоне него код аутизма, људи са АС-ом често имају ограничен распон |интонације: говор може бити неуобичајено брз, испрекидан или гласан. Може оставити и утисак неповезаности; стил разговора често укључује монологе о темама досадним слушаоцу, говорник не успева коментаре да стави у контекст или потиснути унутрашње мисли. Такви људи често не примете да ли је слушалац укључен у разговор или не. Говорников закључак или поента зна потпуно да изостане, а слушаочеви покушаји да разради садржај или логику тог говора или да се пребаци на повезане теме често су неуспешни.
Деца са АС-ом могу да имају неуобичајено софистициран вокабулар у раној доби и често их колоквијално зову „малим професорима“, али имају тешкоће у разумевању фигуративног говора и склона су da употребљавају језик дословно. Таква деца имају слабости нарочито у подручју неписаног језика који укључује хумор, иронију и задиркивање. Иако особе са АС-ом обично разумеју когнитивну основу хумора, изгледа да не разумеју намеру хумора, а то је да се он подели са осталима. Упркос јаком доказу о ослабљеном разумевању хумора, изгледа да неки анегдотски случајеви хумора код особа са АС-ом бацају рукавицу неким психолошким теоријама о АС-у и аутизму.

### Таленти особа са АС-ом
Људи са АС-ом често:
- понашају се на сензибилан начин
- виде и запамте детаље неких ствари који промакну другим људима
- добри су у памћењу закона, система и важних чињеница; овај таленат користан је у многим врстама послова
- бољи су у писању него у разговору са људима јер пажљиво бирају речи које значе тачно оно што желе да кажу
- добри су у математици, компјутерском програмирању и науци
- добри су у цртању, сликарству, фотографији, глуми или музици
- имају посебне предмете интереса у којима постану стручњаци
- уживају да раде исту ствар много пута, што је већини људи досадно; многе особе са АС-ом добре су у вежбању музичке скале на клавиру, рачунању дугачких збирова, као и тражењу по књигама и папирима, да би нашли информације и грешке

### Остало
Особе са АС-ом могу да имају и знакове или симптоме независне од дијагнозе, али који могу да погоде појединца или породицу. У то спадају разлике у перцепцији и проблеми са моторичким способностима, спавањем или емоцијама.
Ове особе често имају одличну слушну и визуелну перцепцију. Аутистична деца често показују појачано запажање ситних промена у шемама као што су распоред ствари или познате слике; то се обично односи на специфични домен и укључује процесуирање прецизних карактеристика. Насупрот томе, у поређењу са особама са „HFA“-ом, особе са АС-ом имају неке недостатке у задацима који укључују визуелно-просторну и слушну перцепцију, као и визуелну меморију. Многи извештаји о аутистичним и особама са АС-ом показују друге необичне осећајне и перцептивне способности и искуства. Те особе могу да буду неуобичајено осетљиве или неосетљиве на звук, светлост и друге подражаје; овакве чулне реакције откривене су и код других развојних поремећаја и нису специфичне само за АС или аутизам. Нема много подршке за појачану „бори се-или-бежи“ реакцију или неуспех стварања навике код аутистичних људи; више је доказа за смањено реаговање на чулне подражаје, иако неколико студија нису показале никакву разлику.
Први извештаји Ханса Аспергера и остале дијагностичке шеме укључују описе физичке неспретности. Деца са АС-ом могу да заостају у усвајању способности које захтевају моторичке вештине, као што су вожња бициклом или отварање тегле, и може да изгледа да се крећу незграпно или да се осећају „неугодно у властитој кожи“. Могу да имају слабу координацију, чудан или живахан ход или положај тела, лош рукопис или проблеме са визуелно-моторичком интеграцијом. Такође, могу да покажу тешкоће са проприоцепцијом, односно, осећајем за положај тела, у мерама против апраксије, тј. поремећаја моторичког планирања, равнотежом, тзв. тандем-ходом (при њему прсти стражње ноге додирују пету предње) и односом „палац-прсти“. Нема доказа да ове тешкоће у моторичким способностима раздвајају АС од осталих високофункционалних аутистичних поремећаја.
Деца са АС-ом имају већу вероватноћу за проблеме са спавањем, укључујући тешкоће са „падањем у сан“, честа ноћна и ранојутарња буђења. АС је повезан и са високим степеном алекситимије. Иако су АС, смањен квалитет спавања и алекситимија повезани, њихов узрочни однос још је нејасан.
Као и код осталих случајева АСД-а, родитељи деце са АС-ом имају већи степен стреса.

## Узроци
Аспергер је описао најчешће симптоме код породица његових пацијената, нарочито код очева, а једно истраживање подржава ову опсервацију и сугерише на допринос генетичког фактора Аспергеровом синдрому. Иако још није идентификован посебан ген, верује се да више фактора игра улогу у наслеђивању аутизма, узевши у обзир фенотипску варијабилност код деце са АС-ом. Доказ за генетичку везу јесте тенденција појављивања АС-а унутар породица и већи број чланова породице са симптомима понашања сличним АС-у, али у више ограниченој форми, на пример, благе тешкоће у друштвеној интеракцији, говору или читању. Већина истраживања сугерише да сви АСД-ови имају заједничке генетичке механизме, али АС може да има јачу генетичку компоненту од аутизма. Вероватно постоји заједничка група гена где одређени алели чине појединца подложним да развије АС; ако је то случај, онда одређена комбинација алела одређује озбиљност и симптоме код сваке особе са АС-ом појединачно.
Неколико случајева АСД-а повезани су са изложеношћу тератогенима, агенсима који узрокују урођене дефекте, током првих 8 седмица од зачећа. Иако ово не искључује могућност да се АСД може појавити касније, то је јак доказ да се јавља у веома раним етапама развоја. За многе факторе из околине претпостављало се да почињу деловати након рођења, али научна истраживања досад нису потврдила ниједан.

## Механизам
Изгледа да Аспергеров синдром резултује из развојних фактора који погађају многе или све системе у мозгу, за разлику од локализованих ефеката. Иако су специфична објашњења за АС или факторе по којима се разликује од осталих АСД-ова још увек непозната и иако још не постоји патологија која би била заједничка људима са АС-ом, још увек је могуће да је механизам АС-а одвојен од осталих АСД-ова. Неуроанатомске студије и повезаност са тератогенима снажно сугеришу да механизам укључује промену у развоју мозга недуго након зачећа. Абнормална миграција ембрионичких ћелија током фетусне фазе може утицати на коначну структуру и повезаност мозга, резултујући променама у нервним склоповима који контролишу мишљење и понашање. Постоји више теорија о механизму АС-а, али изгледа да ниједна не нуди коначно објашњење.
Теорија о смањеној унутрашњој повезаности мозга претпоставља смањено функционисање нервних склопова „високог нивоа“ и смањену синхронизованост, заједно са прекомерним повећањем процеса „нижег нивоа“. То се доста слаже са теоријама о генералном процесуирању, као што је теорија слабе централне кохеренције, која претпоставља да на ограниченој способности да се види „већа слика„ почива главна сметња код АСД-ова. Друга теорија повезана са овом – појачано перцептивно функционисање – фокусира се више на супериорност локално оријентисаних и перцептивних операција код аутистичних особа.
Теорија о систему огледалних неурона (енг: MNS) претпоставља да се промене у развоју MNS-а мешају са опонашањем и доводе до кључне карактеристике АС-а: ослабљености друштвене интеракције. На пример, једна студија је показала да активација у центру за опонашање код особа са АС-ом касни. Ова теорија се слаже са теоријама социјалне когниције, као што је теорија ума, која претпоставља да аутистично понашање настаје због поремећаја у приписивању менталних стања себи и другима, или теорија хиперсистемизовања, према којој аутистичне особе могу систематизовати унутрашње операције како би могли да се носе са унутрашњим догађајима, али су мање ефективни при емпатизовању, где морају да се носе са догађајима које су узроковали други агенси.
У остале могуће механизме спадају дисфункција серотонина, као и дисфункција малог мозга.

## Праћење
Родитељи деце са АС-ом обично могу да прате разлике у развоју њихове деце до доби од најмање 30 месеци. Праћење развоја током рутинског прегледа код лекара опште праксе или педијатра може да открије знакове који оправдавају даље истраживање. Дијагностиковање АС-а компликује употреба више различитих инструмената за праћење, укључујући „Дијагностичку скалу за АС“ (ASDS), „Упитник за праћење спектра аутизма“ (ASSQ), „Дечји тест за АС“ (CAST), „Гилијамову скалу АС-а“ (GADS), „Кругов индекс АС-а“ (KADI) и „Коефицијент спектра аутизма“ (AQ; са верзијама за децу, адолесценте и одрасле). Ни за један од њих није се показало да поуздано може разликовати АС од осталих АСД-ова.

## Дијагноза
Стандардни дијагностички критеријум захтева тешкоће у друштвеној интеракцији, понављајуће и стереотипне шеме понашања, активности и интересе, без значајног заостајања у језику и когнитивном развоју. Амерички критеријуми још траже и проблеме у свакодневном функционисању.
Дијагноза се најчешће поставља између 4. и 11. године живота. За целовиту оцену потребан је мултидисциплинарни тим који врши посматрање уз помоћ више поставки, што укључује неуролошку и генетичку оцену, као и тестове за когницију, психомоторичке функције, вербалне и невербалне слабости и јаче стране, стил учења и способности за самосталан живот. Тренутни „златни стандард“ у дијагностиковању АСД-ова комбинује клиничку процену са Ревидисаним дијагностичким интервјуом за аутизам (ADI-R) - то је полуструктурални интервју са родитељима - и Дијагностичким графиконом посматрања за аутизам (ADOS) - разговор и интервју са децом заснован на игри. Закаснела или погрешна дијагноза може бити трауматична за појединце и породице; на пример, погрешна дијагноза може да доведе до узимања лекова који само погоршавају понашање. Многој се деци погрешно дијагностикује Хиперкинетички поремећај (ADHD). Постављање дијагнозе одраслима много је захтевније јер су стандардни дијагностички критеријуми „подешени“ за децу, а испољавање АС-а мења се са годинама; дијагноза код одраслих захтева брижљиво клиничко испитивање и темељну анамнезу која се добије од саме особе и других који је познају, са фокусом на понашање у детињству. У стања која се морају разматрати у диференцијалној дијагнози спадају остали АСД-ови, схизофренијски спектар, хиперкинетички поремећај, опсесивно-компулзивни поремећај (ОКП), клиничка депресија, семантичко-прагматички поремећај, поремећај невербалног учења, Туретов синдром, поремећај стереотипног кретања и биполарни поремећај.
Недовољна или прекомерна дијагноза проблеми су у маргиналним случајевима. Трошкови и тешкоће у праћењу и процењивању могу да одложе дијагнозу. Насупрот томе, повећана популарност могућности третмана лековима често мотивише „прејаку“ дијагнозу АСД-а. Постоје показатељи по којима је АС чешће дијагностикован последњих година, делимично као резидуална дијагноза код деце са нормалном интелигенцијом која немају аутизам, али имају друштвене потешкоће. 2006. године наведено је да је то најбрже растућа психијатријска дијагноза код деце у Силиконској долини; такође, код одраслих постоји склоност да га сами себи дијагностикују. Постоје питања о спољној вредности дијагнозе АС-а, тј. нејасно је да ли има практичне користи у разликовању АС-а од „HFA“ и „PDD-NOS-a“; исто дете може добити различите дијагнозе зависно од инструмената праћења. Дебата о разликовању АС-а од „HFA“-а деломично има разлог у таутолошкој дилеми где су поремећаји дефинисани на основи озбиљности оштећења, тако да су студије које потврђују разлике засноване на озбиљности очекиване.

## Лечење
Лечење АС-а покушава да се бави симптомима који узрокују душевни немир, а такође има за циљ подучавање одговарајућим друштвеним, комуникацијским и стручним способностима, примеренима доби особе, које се не усвајају природним путем током развоја, уз интервенцију прилагођену потребама особе засновану на мултидисциплинарној процени стања. Иако је постигнут напредак, подаци који потврђују делотворност појединачних интервенција ограничени су.

### Терапије
Идеалан третман за АС координише терапије усмерене на кључне симптоме поремећаја, укључујући слабе комуникативне способности и опсесивне или понављајуће рутине. Док се већина стручњака слаже да што је интервенција ранија, то је боље, не постоји појединачно најбољи „пакет“ лечења. Третман за АС налик је ономе за „HFA“, са тим што узима у обзир и лингвистичке способности, вербалну снагу и слабости у невербалној комуникацији особа с АС-ом. Типични програм обично садржи:
- тренирање друштвених способности за ефективније међуљудске интеракције[63];
- когнитивну бихевиоралну терапију за побољшање ношења са стресом повезаним са проблемом или експлозивним емоцијама[64] и смањење опсесивних интереса и понављајућих рутина;
- лекове, за коегзистирајућа стања, као што су клиничка депресија или анксиозни поремећаји;[65]
- радну или физикалну терапију као помоћ за побољшање слабе чулне интеграције и моторичке координације;
- интервенцију у друштвеној комуникацији, тј. говорну терапију са циљем помоћи у вези са прагматиком нормалног разговора[66]
- обучавање и подршка родитељима, нарочито у бихевиоралним техникама за „кућно лечење“

Од многих студија о програмима ране интервенције заснованим на понашању, већина су тзв. студије случаја, са највише 5 учесника, и обично се баве проблемима у понашању, као што су самоповређивање, агресивност, одбијање послушности, стереотипности или спонтани говор; непланиране нуспојаве углавном се занемарују. Упркос популарности тренинга друштвених способности, његова делотворност још није на чврстим ногама. Контролисана студија модела за родитеље у процесу обуке за проблеме у понашању код њихове деце са АС-ом показала је да су родитељи који похађају једнодневне радионице или 6 појединачних лекција изјавили да има мање проблема у понашању, док су родитељи који су добијали појединачне лекције пријавили смањење интензитета проблема у понашању код њихове деце са АС-ом. Важна је и радна обука како би старија деца и одрасли са Аспергером научили правила разговора за посао и понашање на радном месту, а организациони софтвер, као и асистенти, такође су корисни како би те особе побољшале управљање радом и животом.

### Лекови
Ниједан лек не лечи директно кључне симптоме АС-а. Иако су истраживања о делотворности интервенција лековима ограничена, од кључне је важности да се дијагностикују и лече коегзистирајућа стања. Недостатак самоидентификованих емоција или у посматрању ефеката нечијег понашања на друге може особама са АС-ом да отежа да схвате зашто би им лек могао бити потребан. У комбинацији са бихевиоралним интервенцијама и прилагођавањем средини, лекови могу бити делотворни у лечењу коегзистирајућих стања, као што су поремећај личности, клиничка депресија, недостатак пажње или агресивност. За атипичне неуролептичне лекове „оланзапин“ и „рисперидон“ показало се да смањују симптоме удружене са АС-ом; рисперидон може да смањи понављајуће и самоповређујуће понашање, испаде агресивности и импулсивност, као и да побољша стереотипне шеме понашања и друштвене односе. „Флуоксетин“, „флуоксамин“ и „сертралин“, који спадају у групу селективних инхибитора поновне апсорпције серотонина (SSRIs), показали су успех у лечењу ограничених и понављајућих интереса и понашања.
Са лековима се мора предузети опрез, јер код особа са АС-ом нуспојаве могу да буди чешће и теже за процењивање и тестови за делотворност лекова против коегзистирајућих стања рутински искључују појединце из аутистичког спектра. Абнормалности у метаболизму, брзини електричних сигнала у срцу и повећан ризик од дијабетеса типа 2 наводе се као проблеми са овим лековима, заједно са озбиљним и дуготрајним неуролошким нуспојавама. SSRI-лекови могу да доведу до манифестације, нпр., повећане импулсивности, агресивности или поремећаја у спавању. Добијање на тежини и умор честе су нуспојаве рисперидона, који такође може довести и до повећаног ризика за екстрапирамидалне симптоме, као што су немогућност одмора и дистонија, као и повишен ниво пролактина. Умиреност и добијање на тежини чешће се јављају код лечења оланзапином, што је, такође, повезано и са дијабетесом. Особе са АС-ом можда неће моћи идентификовати унутрашња расположења и емоције и разговарати о њима или толерисати нуспојаве које за већину људи не би биле проблематичне.

## Прогноза
Постоје неки докази да најмање 20% деце „прерасте“ АС и не задовољава дијагностичке критеријуме у одраслој доби. До 2006. ниједна студија која се бавила дугорочним праћењем особа са АС-ом није доступна и нема систематских дугорочних студија праћења деце са АС-ом. Животни век особа са АС-ом у оквирима је нормале, али је код њих повећано присуство и других психијатријских стања, као што су клиничка депресија и поремећај личности, која значајно могу да утичу на прогнозу. Иако су слабости у друштвеној интеракцији доживотне, крајњи резултат обично је позитивнији него код особа са нискофункционалним АСД-овима; нпр., за симптоме АСД-а вероватније је да ће се смањивати са временом код деце са АС-ом или „HFA“-ом. Иако већина студената са АС-ом/HFA-ом има просечне математичке способности и на тим тестовима постиже нешто слабије резултате него на тестовима опште интелигенције, неки су ипак, надарени за математику и АС није спречио неке људе да остваре велика достигнућа, као што је освајање Нобелове награде.
Деци са АС-ом може бити потребно и посебно образовање због њихових тешкоћа у друштву и понашању, иако многа похађају редовну школу. Адолесценти са АС-ом могу испољити континуиране тешкоће са бригом о самом себи, организованошћу и проблемима у друштвеним и љубавним везама; упркос високом когнитивном потенцијалу, већина младих људи са АС-ом остаје код куће, иако неки склопе брак или се запосле самостално. „Различитост“ коју адолесценти доживе, тј. са којом живе, може бити трауматична. Може да се појави проблем због преокупираности могућим кршењем ритуала и устаљених рутина, од тога да се таква особа нађе у ситуацији без јасног плана и распореда до страха због неуспеха у друштвеним контактима, давајући за резултат стрес може се манифестовати кроз недостатак пажње, повученост, ослањање на опсесије, хиперактивност, као и агресивно или супарничко понашање. Депресија је често резултат хроничне фрустрираности због неуспеха у друштвеном повезивању са другима, и могу настати поремећаји расположења који захтевају третман. Клиничка искуства указују да стопа самоубистава може бити већа код особа са АС-ом, али систематске емпиријске студије нису дале потврду за то.
Едукација породица од критичне је важности за развијање стратегија за разумевање снага и слабости; помагање породици да се носи са проблемом побољшава коначни исход код деце. Прогноза се може побољшати дијагнозом у раној доби која допушта ране интервенције, док су интервенције у одраслој доби вредне, али мање корисне. Постоје и правне импликације код особа са АС-ом јер су подложне ризику да буду искориштене од стране других и јер можда неће бити у стању да разумеју друштвене импликације властитих поступака.

## Епидемиологија
Процене учесталости АС-а јако варирају. Приказ епидемиолошких студија деце из 2003. показао је да се стопа учесталости креће у распону од 0,03 до 4,84 на 1.000, а однос аутизам : АС износи од 1,5:1 до 16:1; комбиновање просечног односа од 5:1 са конзервативном проценом учесталости аутизма од 1,3 на 1.000 индиректно сугерише да би учесталост АС-а могла да износи 0,26 на 1.000. Део ових варирања у проценама настаје због разлика у дијагностичким критеријумима. Нпр., релативно мала студија из Финске из 2007. на узорку од 5.484 деце у доби од 8 година утврдила је да 2,9 на 1.000 деце испуњава ICD-10 критеријуме за дијагностиковање АС-а, 2,7 на 1.000 према Гилберговим критеријумима, 2,5 према DSM-IV, 1,6 према Сатмарију итд. Дечаци су склонији да развију АС него девојчице; процене по половима варирају од 1,6:1 до 4:1, према Гилберговим критеријумима.
Анксиозни поремећаји и клиничка депресија најчешћа су коегзистирајућа стања са АС-ом. Њихово супостојање код особа са АС-ом процењује се на 65% случајева. Депресија је честа код адолесцената и одраслих; код деце је вероватнији хиперактивни поремећај недостатка пажње (ADHD). Други извештаји повезали су АС са стањима попут аминоацидурије, однодно, повећаног излучивања аминокиселина мокраћом), или лабавости лигамената, али то су били појединачни случајеви или мале студије и ниједан фактор није повезан са АС-ом у унакрсним истраживањима. Једна студија о мушкарцима са АС-ом открила је повећану стопу епилепсије и висок степен поремећаја невербалног учења (51%). АС је повезан са тиковима, Туретовим синдромом и биполарним поремећајем, а понављајућа понашања имају многе сличности са опсесивно-компулсивним поремећајем (ОКП) или опсесивно-компулсивним поремећајем личности (ОКПЛ), а то су две различите ствари. Иако је већина ових студија заснована на узорцима из психијатријских клиника без кориштења стандардизованих мера, изгледа сасвим разумно закључити да су коегзистирајућа стања релативно честа.

## Историја
Назван по аустријском педијатру Аспергеру, овај синдром релативно је нова дијагноза на пољу аутизма. Изгледа да је Аспергер као дечак показивао неке знакове поремећаја који је добио име баш по њему, као што су повученост и талент за језик. Неке његове фотографије показују да је имао озбиљан израз лица са интензивним погледом. Он је 1944. описао четворо деце која су имала потешкоће са укључивањем у друштво. Тој деци недостајале су вештине невербалне комуникације, нису показивала емпатију према вршњацима и била су физички неспретна. Аспергер је то стање назвао „аутистичком психопатијом“ и као његову главну карактеристику навео друштвену изолацију. За разлику од данашњег АС-а, аутистична психопатија могла је да се појави код људи свих нивоа интелигенције, укључујући и оне са менталном ретардацијом. У контексту нацистичке еугеничке политике стерилизовања и убијања друштвених девијаната и ментално хендикепираних особа, Аспергер је страствено бранио вредности аутистичних особа, пишући: 
| „ | Ми смо, онда, уверени да аутистични људи имају своје место у организму друштвене заједнице. Они своју улогу добро испуњавају, можда боље него што би ико други могао, и говоримо о људима који су као деца имали највеће тешкоће и узроковали неизрециве и неизречене бриге њиховим старатељима. | ” |

Он је своје младе пацијенте називао и „малим професорима“ и веровао да ће неки од њих бити способни за изванредна достигнућа и оригинално размишљање касније у животу. Његов је рад објављен током Другог светског рата на немачком језику, тако да није био превише читан игде другде у свету.
Лорна Винг популаризовала је термин Аспергеров синдром у медицинској заједници енглеског говорног подручја у њеној публикацији из 1981. о низу мањих студија о деци која су показивала сличне симптоме, а Ута Фрит превела је Аспергеров рад на енглески језик 1991. Гилберг и Гилберг поставили су сетове дијагностичких критеријума 1989, исте године кад и Сатмару и др. АС је постао стандардна дијагноза 1992. кад је укључен у 10. издање дијагностичког приручника СЗО-а „Међународне класификације болести“ (International Classification of Diseases - ICD-10); 1994. додат је у 4. издање „дијагностичког и статистичког приручника за менталне поремећаје“ (DSM-IV) Америчке психијатријске асоцијације.
Стотине књига, чланака и веб страница данас говоре о АС-у и процене учесталости АСД-ова драматично су се повећале, са АС-ом као важном признатом подгрупом. Да ли се он треба посматрати као различит од HFA-а фундаментално је питање које захтева даља проучавања, а постоје и питања о емпиријском вредновању валидности DSM-IV и ICD-10 критеријума.

## Културни аспекти
Људи са АС-ом могу сами себе у неформалном говору називати „аспијима“ (енгл. aspie, мн. aspies; чит. аспи). Тај је термин 1999. увела Лијана Холидеј Вили. Реч неуротипичан (скраћено НТ) описује особу чији су неуролошки развој и стање типични и често се користи за неаутистичне особе. Интернет је омогућио људима са АС-ом да међусобно комуницирају на начин који пре није био могућ због њихове реткости и географске распршености. Тако се појавила нова супкултура аспија. Веб-странице као Wrong Planet омогућиле су појединцима да се лакше повежу.
Аутистичне особе подупрле су промену у перцепцији АСД-ова према којој они требају да се посматрају више као комплексни синдроми него као болести које морају да се лече. Предлагачи оваквог става одбацују идеју да постоји „идеална“ конфигурација мозга и да је било које одступање од норме патолошко; они промовишу толеранцију према оном што називају „неуроразличитост“. Ови су ставови основа за покрете за права аутистичних особа. Постоји контраст између ставова особа са самоидентификованим АС-ом, које обично не желе да се лече и поносне су на свој идентитет, и родитеља деце са АС-ом, који обично траже помоћ и лек за своју децу.

Неки истраживачи тврде да АС може бити посматран као другачији когнитивни стил, а не као болест или неспособност, и да би требало да буде уклоњен из ДСМ-а, као што је уклоњена и хомосексуалност. У раду из 2002. Симон Барон-Кохен написао је о људима са АС-ом следеће: 
| „ | У друштвеном свету нема пуно користи од прецизног ока осетљивог на детаље, али у свету математике, рачунарства, каталогизовања, музике, лингвистике, инжењерства и науке такво око за детаље пре ће довести до успеха него до неуспеха. | ” |

Навео је два разлога зашто би још могло бити корисно посматрати АС као поремећај:
- да се осигура све што је потребно за законски захтевану подршку и
- да се препознају емоционалне тешкоће настале због смањене емпатије.[91]

Такође, воде се расправе и о томе да су гени за комбинацију способности код АС-а деловали кроз недавну људску еволуцију и дали значајан допринос у историји човечанства.